# Jacques Vingtras
Jacques Vingtras est le personnage principal de la trilogie Jacques Vingtras écrite par Jules Vallès entre 1876 et 1885. Elle comprend trois romans : L'Enfant (publié en 1879), Le Bachelier (publié en 1881), et L'Insurgé qui n'était qu'un brouillon, à la mort de l'auteur en 1885. Il ne sera publié qu'en 1886 après une mise au point de Séverine, disciple, assistante et amie de Vallès.
Il s'agit à la fois d'un roman autobiographique et d'une sorte de grand roman social, « histoire d'une génération sacrifiée, vaincue en juin 1848, humiliée le 2 décembre 1851 puis écrasée en mai 1871 » (Gaston Gille). Œuvre majeure de Jules Vallès, Jacques Vingtras est aujourd'hui encore lu et traduit dans plusieurs langues à travers le monde.

## Le mélange des genres
Jacques Vingtras est né d'une sorte de fusion entre deux projets de romans :
1. Un projet autobiographique, esquissé dans Le Testament d'un blagueur, récit inachevé écrit en 1869, et qui ne concernait à l'origine que les quinze premières années de la vie de l'auteur.
2. Un projet de grand roman social impersonnel, histoire d'une génération déçue par l'échec de juin 1848, affamée par le Second Empire, partageant l'expérience de la Commune de Paris.

Contournant la censure en s'inventant un double, Vallès mélangera son autobiographie et son roman social, créant un roman original et polémique.

## Une œuvre à dimension autobiographique
Jacques Vingtras n'est pas à proprement parler une autobiographie. En effet, l'auteur n'est pas exactement le personnage principal de la trilogie. De plus, il existe des différences entre Vallès et le personnage principal : dans L'Enfant, Jacques Vingtras est fils unique, alors que Jules Vallès avait quatre frères et sœurs. En effet après Jules vint Jean-Émile [1834] puis une fille en 1835 : Marie-Louise-Julie, puis Thomas-Jean-Louis [que Jules appelait Louisou, ce qui rappelle l'enfant que Jules voit mourir] en 1836 et enfin, en 1838, naquit Elsa-Josephine-Emma. Les deux derniers moururent très rapidement. Sa première sœur Marie-Louise-Julie, persécutée par le père, mourut à 24 ans en internat.
Vallès s'inspire néanmoins largement de son vécu et nous livre ses sentiments à travers le personnage principal. C'est pourquoi l'œuvre est souvent classée dans le genre autobiographique.

## Un caractère social prédominant
Vallès a milité toute sa vie pour l'instauration d'une république « sociale » et pour l'amélioration de la condition ouvrière au XIXe siècle, particulièrement pendant le Second Empire. De même, Jacques Vingtras lutte aux côtés des dirigeants socialistes comme Blanqui pour l'établissement d'un ordre social nouveau, surtout dans Le Bachelier et dans L'Insurgé. À quoi il faut ajouter une critique de l’enseignement qui traverse l’ensemble de la trilogie. Vallès a d’ailleurs beaucoup réfléchi aux collèges de son temps et à la façon de les réformer ; cette préoccupation se ressent dans les trois romans, en particulier dans le second volet.

## Un style particulier
Émile de Girardin dira de Vallès qu'il a une langue qui lui est propre. Son écriture est en effet rapide et enflammée, pleine de métonymies et de métaphores inattendues, et à la syntaxe parfois déconcertante. Son style animé, parfois proche du lyrisme révolutionnaire, est très moderne. La satire et l’ironie sont présentes même dans les passages tragiques, Vallès se définissant lui-même comme un « blagueur », au sens où on l’entendait à l’époque, c’est-à-dire comme un personnage ironique et moqueur. Le réalisme violent de son écriture, associé à un humour permanent, crée une atmosphère originale dans laquelle baignent ses romans.